# 韦瑟尔
韦瑟尔（德語：Wesel，發音：[ˈveːzl̩] ⓘ）是德国北莱茵-威斯特法伦州杜塞尔多夫行政区韦瑟尔县的城市，也是韦瑟尔县的县治，面积122.56平方千米，2023年12月31日人口为61,277人。韦瑟尔曾經是漢薩同盟的成員。在二戰中，城市遭受了很大的破壞。

## 友好城市
- 美国 黑格斯敦（1952年）
- 英国 费利克斯托（1972年）
- 德国 萨尔茨韦德尔（1990年）
- 波蘭 肯琴（2002年）